# مقاطعة ريفيرسايد (كاليفورنيا)
مقاطعة ريفيرسايد (بالإنجليزية: Riverside County)‏ هي إحدى مقاطعات ولاية كاليفورنيا في الولايات المتحدة الأمريكية.

## أعلام
- جون بورتر كلارك
- جو بيرتون
- فرانك ر. بيكر
- ميليس جيفري
- توني بيرتون